# Autoheart
 (mars 2016).
Autoheart est un group d'indie pop originaire de Londres organisé en 2011. Le groupe se compose de Jody Gadsden (chant), Simon Neilson (piano), Barney JC (guitare) et David Roman (batterie). Autrefois le groupe s'appelait The Gadsdens.

## Histoire
Gadsden et Neilson se sont rencontrés en 2007 et ensuite ils ont organisé The Gadsdens après qu'ils ont collaboré sur une chanson pour la bande originale d'un court-métrage. Le premier single du groupe, The Sailor Song, paraît en 2009. Bob Harris l'a applaudi pendant son émission de radio sur la station BBC Radio 2. Shaun Keaveny l'a choisi pour le single de la semaine pendant son émission sur la station BBC 6 Music. Un clip d'animation est sorti avec le single.
Le 17 novembre 2009, The Gadsdens ont apparu sur l'émission de radio Radcliffe & Maconie sur BBC Radio 2 où The Gadsdens ont joué trois chansons : The Sailor Song, Too Polite To Fight et Agoraphobia.
Maconie et Radcliffe continuaient de passer The Sailor Song pendant leur émission. Ils ont aussi décidé de l'ajouter à leur liste des meilleures sessions live de 2009. En répondant à la nouvelle que la BBC avait l'intention de réduire le nombre d'épisodes de Radcliffe & Maconie par semaine, Marc Lee du Telegraph mentionne qu'il a entendu ses chansons préférées de 2008 et de 2009 pour la première fois grâce à cette émission en citant The Sailor Song comme sa chanson préférée de 2009.
Le 24 août 2011, The Gadsdens ont annoncé leur « évolution », selon eux, et qu'ils se sont renommés Autoheart. Le même jour, ils ont sorti une reprise de la chanson Ordinary Fool sur YouTube. La chanson originaire se trouve dans la bande-son du film Du rififi chez les mômes.
The Guardian a choisi Autoheart comme groupe du jour le 9 juillet 2013. Le quotidien a comparé la voix de Gadsden à celle d'Antony Hegarty et à celle d'Andy Bell. Il a aussi comparé le style du group à Kodaline et à Dexys Midnight Runners.
Le premier album d'Autoheart, Punch, est sorti le 15 juillet 2013 depuis O/R Records, et produit par Danton Supple, qui a auparavant travaillé avec Morrissey et avec Coldplay. Trois singles ont précédé l'album : Control (5 novembre 2012) ; Lent (11 février 2013) ; la double face A, Moscow/Agoraphobia (8 juillet 2013).
Un album de chansons qui n'étaient pas encore sorties est sorti le 30 mai 2014, intitulé DEMOS. Le groupe est en train de produire leur album suivant qui est censé sortir au début de l'année 2016.

## Discographie

### Singles
- The Sailor Song - (30 novembre 2009 – SBW Music)
- Control - (5 novembre 2012 - O/R Records)
- Lent - (11 février 2013 - O/R Records)
- Moscow/Agoraphobia - (8 juillet 2013 - O/R Records)
- Beat The Love - (14 février 2014 - O/R Records)
- Possibility - (22 juillet 2016 - O/R Records)
- Oxford Blood - (19 août 2016 - O/R Records)
- My Hallelujah EP - (23 juin 2017 - O/R Records)

### Albums
- Punch - (15 juillet 2013 - O/R Records)
- DEMOS - (30 mai 2014 - O/R Records) - exclusivement sur Bandcamp
- I Can Build A Fire - (26 août 2016 - O/R Records)
- Punch - Special Edition - (23 juin 2017 - O/R Records)